# 圣使徒教堂

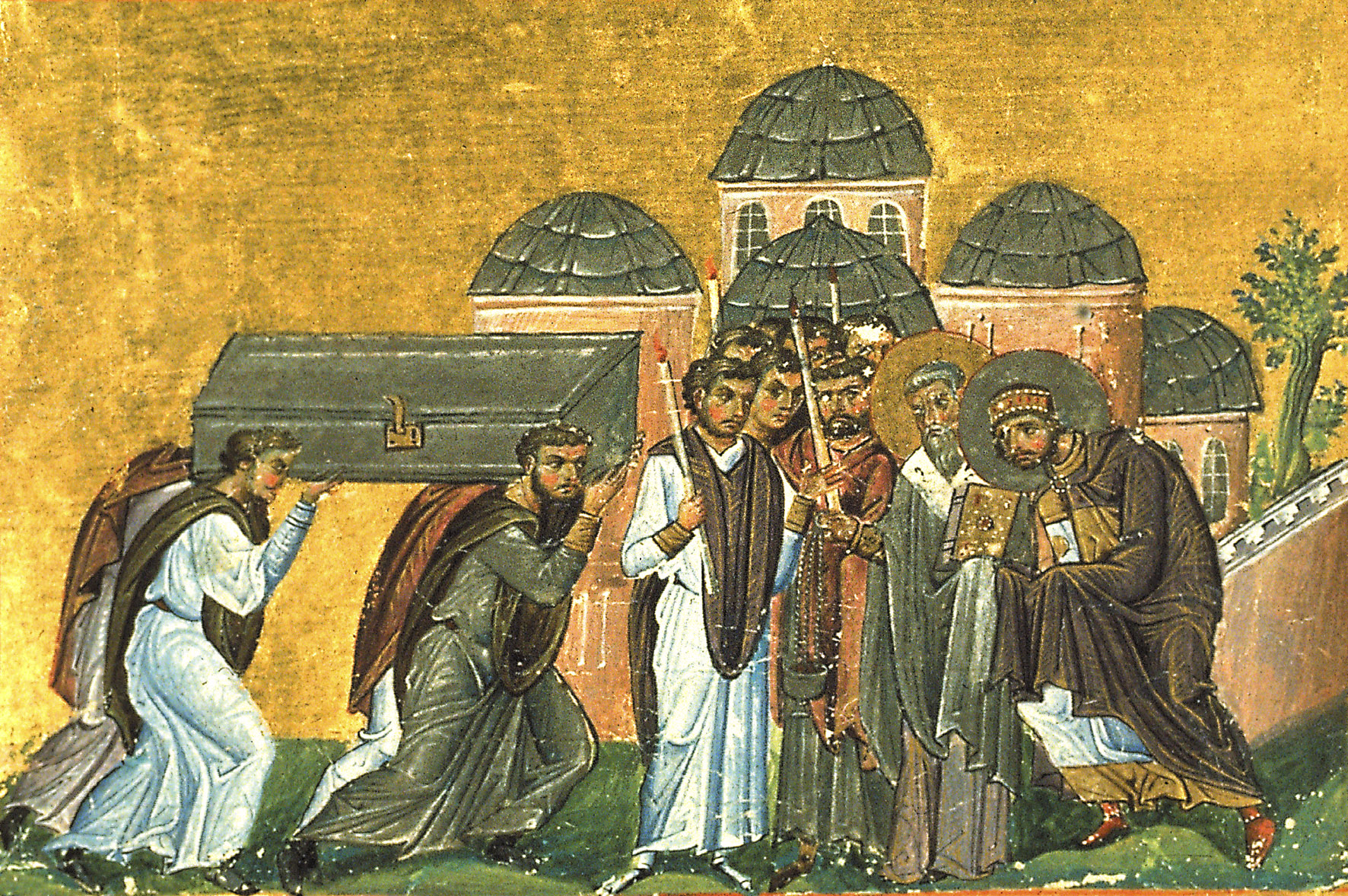
金口若望的遗体回到圣使徒教堂

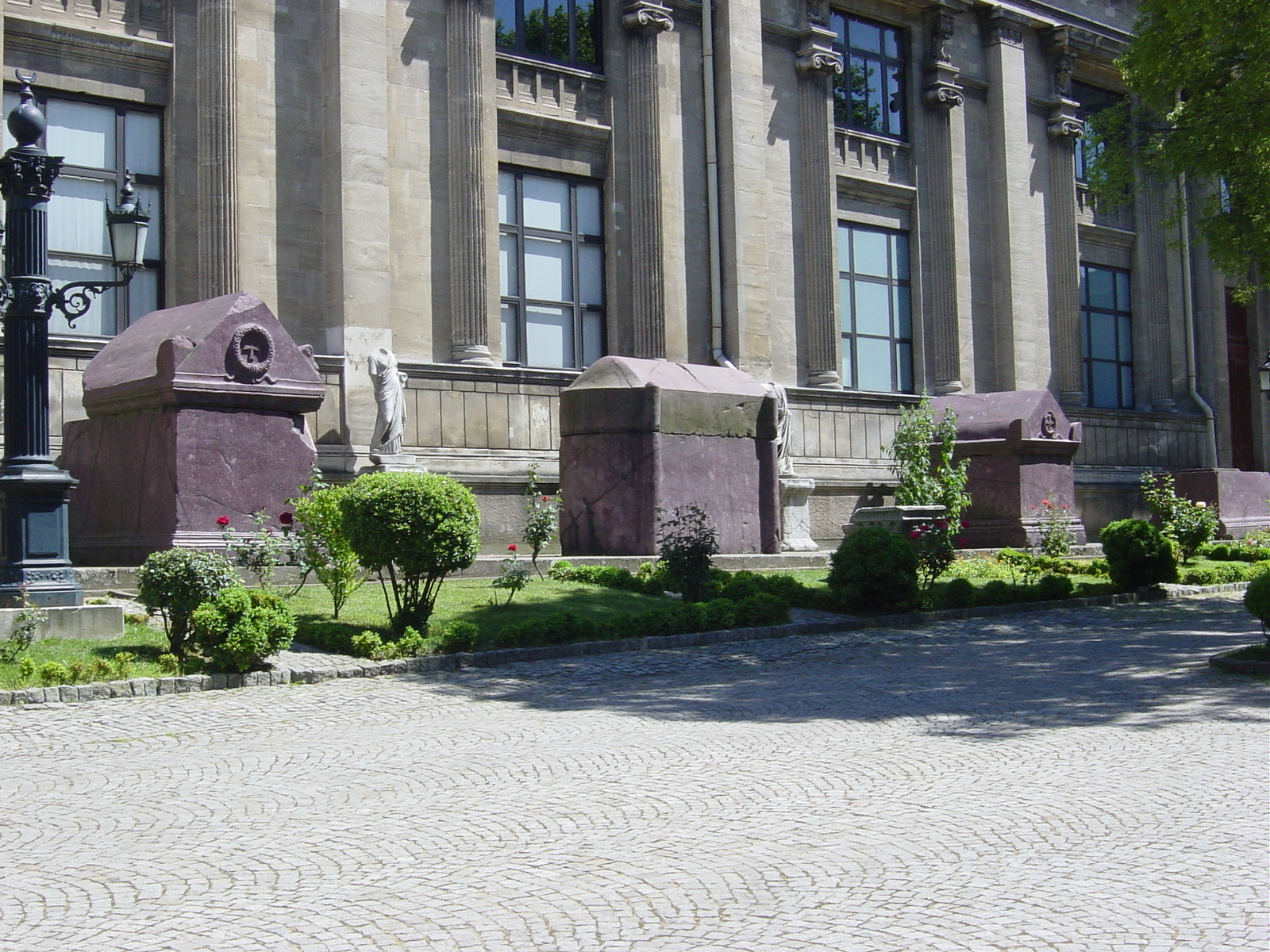
陈列在伊斯坦布尔考古博物馆外的東羅馬皇帝的斑岩石棺

41°1′11″N 28°56′59″E / 41.01972°N 28.94972°E
圣使徒教堂（Agioi Apostoloi），是東羅馬帝國首都君士坦丁堡的一座大型基督教堂，建于4世紀。它是東羅馬帝國的第二大教堂，仅次于圣索菲亚大教堂。教堂的陵墓是七個世紀以來大多數東羅馬皇帝及其家人的安息之地。1453年君士坦丁堡陷落于奥斯曼帝国之手后，圣使徒教堂曾短暂成为东正教普世牧首的驻地。1461年，穆罕默德二世摧毀了圣使徒教堂，僻出空間建造法提赫清真寺。

## 历史
最初的圣使徒教堂由君士坦丁大帝兴建于330年，他将罗马帝国的首都迁往君士坦丁堡。到他337年去世时教堂尚未完工，由他的儿子和继承者君士坦提乌斯二世完成，他将父亲的遗体安葬于此。这座教堂供奉耶稣的十二门徒，皇帝打算将所有使徒的圣髑都收集在这座教堂，但是只收集到了圣安德烈、圣路加和提摩太（後兩者並非十二门徒）的圣髑。
查士丁尼大帝在位期间，这座教堂已经被认为不够宏伟，于是在原地建造了新的圣使徒教堂。历史学家普罗科匹厄斯认为是查士丁尼重建，但是作家伪科迪诺斯认为是查士丁尼的妻子狄奥多拉皇后重建。新教堂的建筑师是 Anthemius of Tralles 和 Isidorus of Miletus，在550年6月28日祝圣。君士坦丁和三位圣徒的圣髑重新安葬在新教堂内，查士丁尼和他的家人的陵墓修建在教堂北翼的底部。
在700多年内，圣使徒教堂是君士坦丁堡的第二大教堂，仅次于圣索菲亚大教堂。但是圣索菲亚大教堂位于城市最古老的部分，而圣使徒教堂位于大大扩展后的帝国首都的中心部分，主干道 梅塞大道上，因此是城内最热闹的教堂。大多数皇帝、许多牧首和主教都埋葬在这座教堂内，在数百年间，他们的遗体受到信徒的尊敬。
據该教堂所稱，最珍贵的圣髑是圣徒安德烈、路加和提摩太的头骨，此外还有金口若望和其他教父、圣人和殉道者的遗物。该教堂还拥有一部分“鞭打柱”，据称耶稣曾被捆绑和鞭打。多年来，教会收到信徒捐赠的大量金，银，宝石。
9世纪，皇帝巴西尔一世翻修了教堂。1204年，第四次十字军洗劫了这座教堂。历史学家Nicetas Choniates记载十字军洗劫了皇家陵墓，抢走黄金和宝石，没有一座陵墓得以幸免。皇帝赫拉克留的墓被打开了，他的金皇冠被盗，他的头发仍然在上面。其中一些珍宝被运往威尼斯，现在仍然能在圣马尔谷圣殿看到。
米海尔八世从十字军手中收复君士坦丁堡后，在教堂竖立天使长米迦勒雕像，纪念这一事件，以及他本人。14世纪初安德洛尼卡二世修复教堂。此后由于拜占庭帝国衰落，君士坦丁堡人口下降，教堂年久失修。佛罗伦萨人Cristoforo Buondelmonti在1420年看到了破旧的教堂。
1453年，君士坦丁堡沦陷于奥斯曼土耳其人之手。圣索菲亚大教堂被奪並改为清真寺，苏丹穆罕默德二世命令希腊牧首根纳季乌斯二世搬到圣使徒教堂，因此圣使徒教堂成为希腊正教会的中心。但教堂周围地区很快就成为土耳其人居住区，他们对于市中心如此巨大的建筑物仍在基督徒手中，表现出越来越大的敌意，牧首决定搬到基督徒聚居的芬内尔区的帕玛卡里斯托斯教堂。
穆罕默德二世没有把圣使徒教堂改为清真寺，而是决定将其拆除，在原址上兴建一座更为壮观的清真寺，名为法提赫清真寺（征服者清真寺），至今仍在那里，内有穆罕默德二世的坟墓。 
在四世纪末和五世纪初，有数十座教堂都模仿了第一座圣使徒教堂，例如米兰的圣盎博罗削圣殿。威尼斯圣马尔谷圣殿模仿了第二座圣使徒教堂。 
从君士坦丁大帝（337年去世）到君士坦丁八世（卒于1028），大部分皇帝都安葬于圣使徒教堂。后来，堂内已没有更多的空间，皇帝开始安葬在城内其他教堂和修道院。

## 安葬在教堂的皇帝、皇后、女皇
- 羅馬帝國
  - 君士坦丁大帝（337年）
  - 君士坦提烏斯二世（361年）
  - 尤利安（363年）
  - 約維安（364年）和他的妻子查里托（英语：Charito）
  - 瓦倫提尼安一世（375年）和他的妻子瑪麗娜·塞維拉（英语：Marina Severa）
  - 狄奧多西一世 （395年）
- 東羅馬帝國
  - 阿卡狄烏斯（408年）
  - 狄奧多西二世（450年）
  - 馬爾西安（457年）和他的妻子普爾喀麗亞（453年）
  - 阿納斯塔修斯一世（518年）和他的妻子阿里阿德涅（515年）
  - 查士丁尼一世（565年）和他的妻子狄奥多拉（548年）
  - 伊諾·阿納斯塔西婭（英语：Ino Anastasia）（593年，提比略二世的妻子）
  - 希拉克略（641年）和他的第一任妻子法比婭·歐多基婭（612年）
  - 福斯塔（668年，君士坦斯二世的妻子）
  - 阿納斯塔西婭（英语：Anastasia (wife of Constantine IV)）（711年，君士坦丁四世的妻子）
  - 阿納斯塔修斯二世（719年）
  - 歐多基亞（英语：Eudokia (wife of Justinian II)）（查士丁尼二世的第一任妻子）
  - 伊琳娜女皇（803年）
  - 利奧六世（912年）及其三位妻子：狄奧法諾·馬丁尼亞克（英语：Theophano Martinakia）（893年）、佐伊·扎烏扎伊娜（英语：Zoe Zaoutzaina）（899年），歐多基亞·巴亞納（英语：Eudokia Baïana）}（901年）
  - 歐多基亞·伊傑裡娜（英语：Eudokia Ingerina）（882年，巴西爾一世的妻子）
  - 尼基弗鲁斯二世（969年）
  - 君士坦丁八世（1028年）
  - 佐伊女皇（1050年）
  - 狄奥多拉女皇（1056年）

君士坦丁堡牧首尼基弗魯斯一世和西里亞庫斯二世的遺體也都葬於此。